# Liponeura malickyi
Liponeura malickyi är en tvåvingeart som beskrevs av Peter Zwick 1974. Liponeura malickyi ingår i släktet Liponeura och familjen Blephariceridae. Inga underarter finns listade i Catalogue of Life.